# Ash reshteh

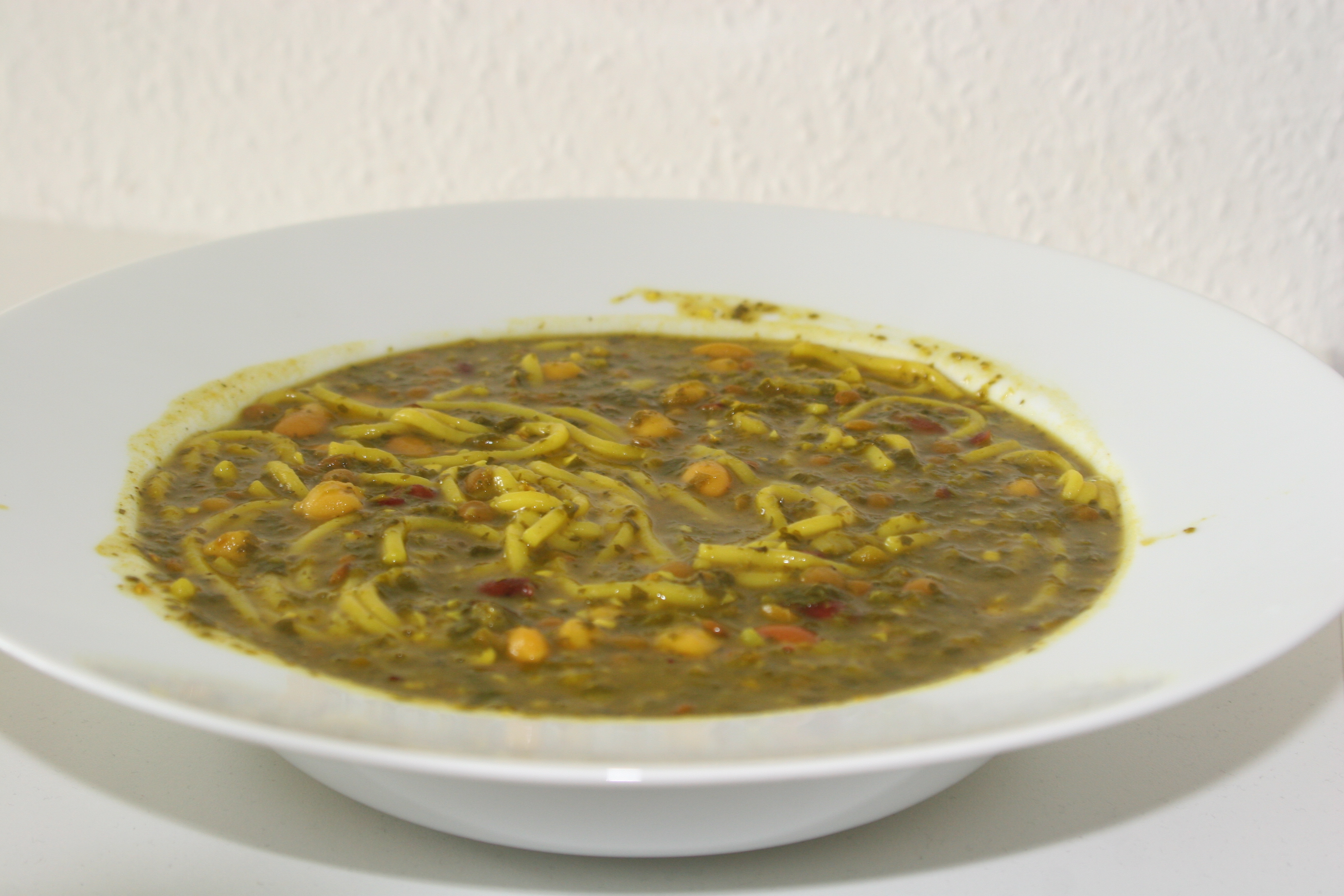
Plato de ash reshteh.

El ash reshteh a veces escrito ash-e reshteh (en persa: آش رشته‎) es un tipo de āsh (sopa espesa) preparado con reshteh (fideos delgados), kashk (un producto lácteo fermentado similar a un yogur agrio), propia de Irán.
Existen más de 50 tipos de sopas espesas (āsh) en la gastronomía de Irán, siendo esta una de las más populares.
En su preparación se utilizan reshteh (unos fideos delgados), kashk (un tipo de yogur agrio), hierbas tales como perejil, espinaca, eneldo, cebolla de verdeo y a veces cilantro, garbanzos, judías de careta, lentejas, cebollas, harina, menta seca, ajo, aceite, sal y pimienta negra. Esta es una sopa vegetariana que fácilmente puede transformarse en vegana si se omite el kashk, alternativamente se le puede agregar carne.
El ash reshteh tradicional se sirve en eventos iraníes especiales, tales como el Nowruz, el Sizdah be-dar o durante la temporada invernal. Se dice que los fideos simbolizan la buena suerte para el año que se inicia.